# Lug Samoborski
Lug Samoborski is een plaats in de gemeente Samobor in de Kroatische provincie Zagreb. De plaats telt 785 inwoners (2001).